# Johann Immanuel Bossert
Johann Immanuel Bossert (* 21. Dezember 1742 in Tübingen; † 16. März 1820 ebenda) war ein württembergischer Handelsmann und Bürgermeister von Tübingen.

## Leben
Johann Immanuel Bossert war ein Sohn des Kupferschmieds Johann Jacob Bossert und seiner katholischen Frau Regina Eckenfelder, einer Tochter des Tübinger Peruquiers Johann Martin Eckenfelder. Am 7. Juni 1774 heiratete er Johanna Rosina Fischer (1756–1831), eine Tochter des Konditors und Handelsmannes sowie Bürgermeister von Tübingen Elias Gottfried Fischer.
Neben seinem Beruf als Handelsmann war Bossert in den Jahren 1775–1795 Ratsverwandter, ab 1796 stieg er zum Gericht auf, 1798 wurde er Bürgermeister von Tübingen und diese beiden Ämter hatte er bis 1815 inne. Zusätzlich war er in den Jahren 1799–1806 Herzoglicher Salzverwalter.
Johann Immanuel Bossert unterstützte die von Carl August Zeller gegründete Handwerkssonntagsschule, die bei den Tübinger Bürgern und Handwerksmeistern generell eine begeisterte Aufnahme fand. Am 13. März 1804 nahm er mit Johann Wilhelm Bopp und Johann Jacob Rehfuß als Beisitzender an der ersten öffentlichen Prüfung teil. Sonntagsschulen waren damals nicht nur Institutionen zur religiösen Erziehung, sondern auch zu vielfältiger theoretischer Weiterbildung, zur Schulung der Kompetenz für künftige Aufgaben im Leben Heranwachsender. Daher bot die Tübinger Handwerkssonntagsschule, neben fachbezogener Theorie und handwerklicher Praxis, eine berufsbegleitende handwerkliche Weiterbildung.
Bei seiner Beerdigung in Tübingen hielt Johann Christian Friedrich Steudel die Grabrede.

## Familie
Die Eheleute Bossert hatten folgende Kinder (alle geboren in Tübingen):
- Elisabeth Wilhelmine Bossert (* 11. April 1775)
- Gottfried Immanuel Friedrich Bossert (* 22. Dezember 1776)
- Immanuel Friedrich Bossert (* 6. Januar 1779)
- Elise Rosine Bossert (* 13. August 1781)
- Immanuel Gottlob Bossert (* 3. Dezember 1789)